# Iver P. Iversen
Pour les articles homonymes, voir Iversen.
Iver P. Iversen (né le 24 août 1884, mort le 17 janvier 1968) est un ingénieur mécanicien et explorateur danois.

## Biographie
Iversen se porte volontaire pour l'expédition d'Ejnar Mikkelsen en  1909-12 dont le but est de rechercher les trois chercheurs Ludvig Mylius-Erichsen (1872-1907), Niels Peter Høeg Hagen (1877-1907) et Jørgen Brønlund (1877-1907) de l'expédition du Danemark au nord-est du Groenland 1906-08. Il réussit à trouver la tombe de Brønlund. Lors de cette exploration en traîneau, Ejnar Mikkelsen n'avait qu'un seul compagnon, le mécanicien Iver P. Iversen. Il se  porte volontaire quand Ejnar Mikkelsen doit se rendre vers Danmarkshavn pour trouver les personnes recherchées et des éventuels cairns. Mais lorsque les deux hommes regagnèrent leurs quartiers d'hiver, le navire avait été broyé par les glaces et l'équipage ramené chez lui avec un chasseur de phoque norvégien. Sans beaucoup de provisions et d'autres aides, ils survivent près de deux ans et demi dans une petite cabane en bois. Au Danemark, l'espoir de les voir vivants est abandonné, mais au printemps 1912, ils sont secourus par un baleinier norvégien,.

## Littérature
- Ejnar Mikkelsen, Perdus dans l'Arctique (récit de l'expédition de l'Alabama, 1909-1912), traduction de Charles Laroche, Maison Alfred Mame et Fils, Tours, 1913.

## Au cinéma
- 2022 : Perdus dans l'Arctique (Against the Ice) de Peter Flinth, Iver P. Iversenest est interprété par Joe Cole